# Organização da Mulher Moçambicana

Logo da Organização da Mulher Moçambicana (OMM)

A Organização da Mulher Moçambicana (OMM) é uma organização moçambicana que nasceu como uma parte civil, não militarizada, da Frente de Libertação de Moçambique (FRELIMO). Foi fundada em 16 de Março de 1973 durante a Guerra da Independência de Moçambique do regime colonial português. A OMM é, actualmente, uma das organizações sociais do Partido Frelimo.
Organizada e gerida por mulheres, ela surge em consequência da forte participação feminina na luta anticolonial do país, com o objetivo de promover a educação e emancipação das mulheres. A primeira secretária-geral da organização foi Deolinda Guezimane, em 1976. Entrou para a FRELIMO em 1965, e foi activa na Liga Feminina Moçambicana (LIFEMO) e na secção feminina, ajudando mais tarde a estabelecer a OMM.
Após a independência em 1975, a Organização da Mulher Moçambicana centrou-se em questões relacionadas com a educação da mulher, segregação étnica, divórcio e planejamento familiar, amantismo (adultério e promiscuidade), prostituição, e alcoolismo. Contudo, em uma reportagem de jornal no início de 1984, Rufina Mulemba (líder da OMM no Niassa) declarou que "todos os problemas sociais são problemas de mulheres".
Em 2022, a Organização da Mulher Moçambicana reelegeu como secretária geral Mariazinha Niquice. A organização oferece suporte à mulheres em diferentes segmentos e se destacou por sua mobilização durante a covid-19 e por mobilizar apoios para os afetados pelo conflito armado em Cabo Delgado.